# Elisabeth van Roemenië (1894-1956)
Elisabeth Charlotte Josephine Alexandra Victoria van Roemenië (Sinaia, 12 oktober 1894 — Cannes, 14 november 1956), was een Roemeense prinses uit het Huis Hohenzollern-Sigmaringen.
Zij werd geboren op het Kasteel Peleș, als dochter van de latere koning Ferdinand I van Roemenië en Marie van Edinburgh.
Op 27 februari 1921 trouwde ze in Boekarest met de Griekse kroonprins George. George zou in 1922 koning van Griekenland worden, om een jaar later alweer te worden afgezet. Een gelukkig huwelijk hadden de twee onderwijl niet. Het paar bleef kinderloos en scheidde in 1935. In datzelfde jaar werd George, ten gevolge van een referendum, alsnog koning van Griekenland.
Elisabeth vestigde zich in Cannes, waar ze in 1956 overleed.